# Estación Circunvalación Country
Circunvalación Country es la décimo-tercera estación de la Línea 3 del Tren Ligero de Guadalajara en sentido sur-oriente a nor-poniente, y la sexta en sentido opuesto.

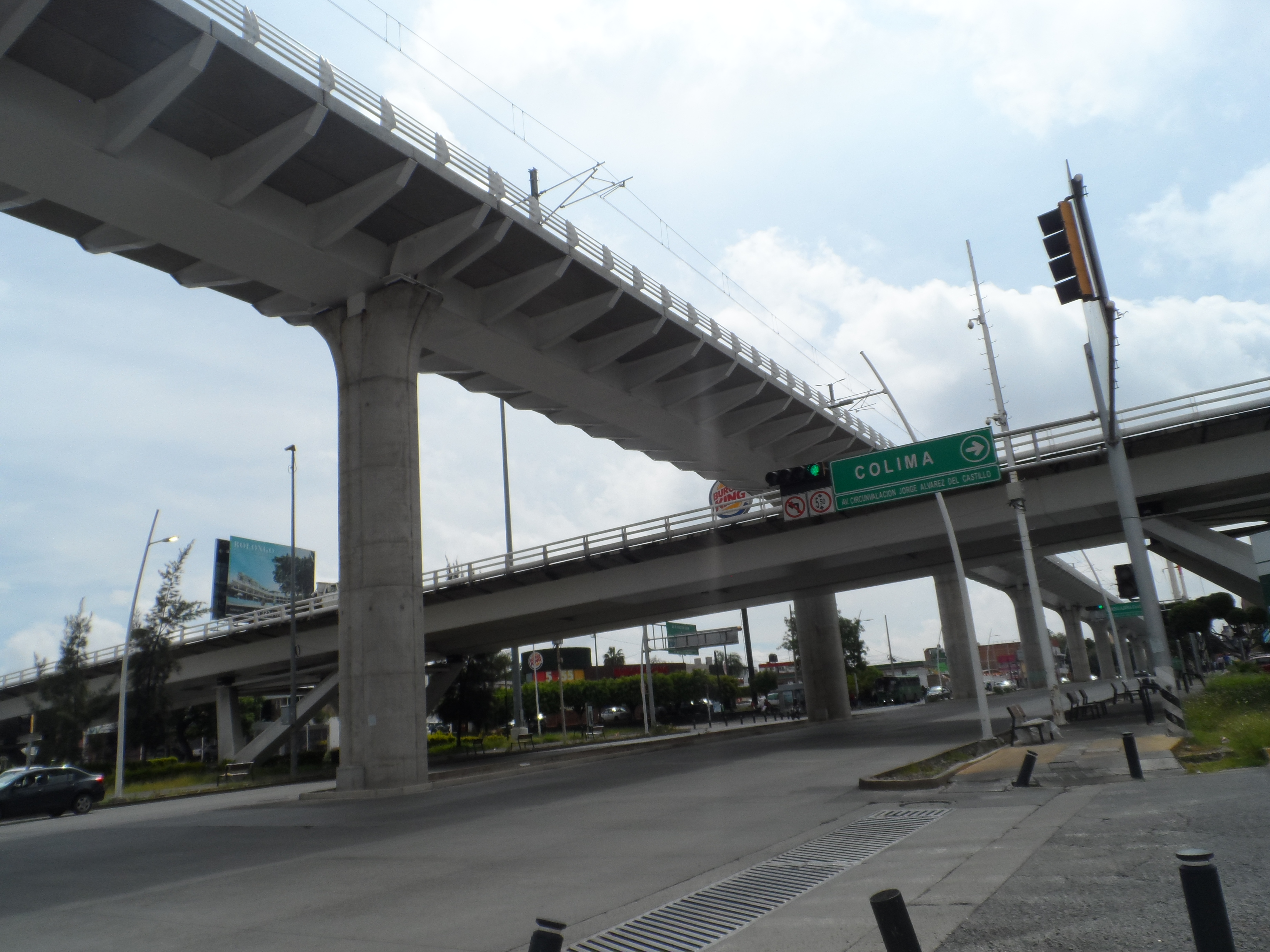
Viaducto 1 de la Línea 3 sobre el puente vehicular de Avenida Circunvalación.

Esta estación se ubica sobre el camellón de la avenida Manuel Ávila Camacho esquina con calle Mar Egeo, a escasos 300 metros aproximadamente del cruce con el viaducto Circunvalación "Jorge Álvarez del Castillo/División del Norte" (antes, avenida Circunvalación Providencia). 
El puente vehicular Jorge Álvarez del Castillo habría estorbado al trayecto del Viaducto 1 de esta línea 3, pero afortunadamente se descartó su remoción ya que se erigieron pilares con una altitud mayor para colocar "ballenas" que sobrepasen con creces la altura de dicho puente.
En este tramo el tren se eleva 14 metros para sobrepasar el puente vehicular, lo cual da una maravillosa vista de la ciudad a los pasajeros.
Su logotipo es una bandera de Golf, en alusión al Country Golf Club, cercano a la estación.

## Puntos de Interés

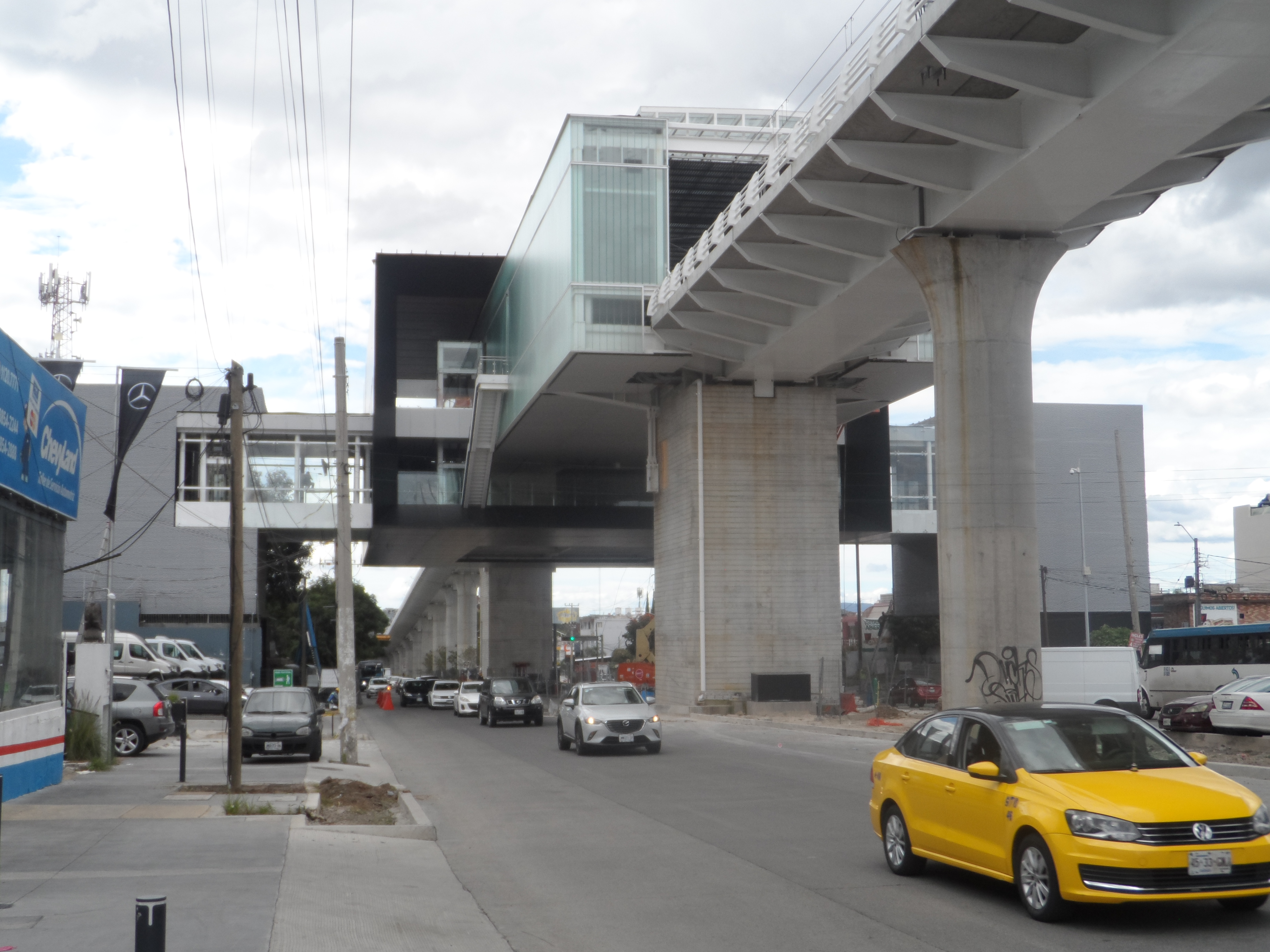
Vista externa de la estación Circunvalación Country.

- Casino Capri
- Colonia Jardines del Country
- Country Golf Club
- Escuela Secundaria Técnica N° 4